# Yanhu
 Yanhu är ett stadsdistrikt och säte för stadsfullmäktige i Yuncheng i Shanxi-provinsen i norra Kina.
1. ↑  http://www.geohive.com/cntry/CN-14_ext.aspx